# Atlantis Is Calling (S.O.S. for Love)
«Atlantis Is Calling (S.O.S. For Love)» — второй сингл немецкой группы Modern Talking с альбома Ready for Romance, выпущенный 28 апреля 1986 года. Является пятым и последним топ-1 синглом группы, который попал в немецкие музыкальные чарты. В 1998 году в виде новой версии песни и в качестве части попурри из самых известных песен группы вошёл в альбом Back For Good.

## Предыстория
Начало 1986 года было временем наивысшей популярности группы Modern Talking во всем мире. На волне успеха предыдущих синглов («You're My Heart, You're My Soul», «You Can Win If You Want», «Cheri, Cheri Lady», «Brother Louie») и первых двух альбомов дуэта, в апреле 1986 года был выпущен сингл «Atlantis Is Calling (S.O.S. For Love)», ставший 5-м по счету синглом группы и одновременно 5-м хитом № 1 в чарт-листе ФРГ подряд. Этот рекорд не удалось побить ни одному исполнителю до сегодняшнего дня.

## Запись сингла
Запись сингла проходила в Гамбурге в конце 1985 года. Песня представляет собой быструю танцевальную композицию с очень красивой мелодией. Аранжировка богата клавишными инструментами, и, являясь типичной для творчества группы того времени, представляет собой квинтэссенцию романтики 80-х годов XX века, как, впрочем, и весь альбом Ready For Romance.

## Варианты издания
Сингл выпускался, по сведениям сайта Discogs, около 18 раз, в том числе 1 раз в 2001 году на компакт-диске, и остальные случаи — в 1986 году на 7- и 12-дюймовых виниловых пластинках. Обложка большинства европейских изданий (лейблы Hansa, Ariola) имеет изображение шара на синем фоне; авторами дизайна обложки указаны студия Ariola, M. Kortemeier и Manfred Vormstein. На оборотной стороне находится фотография Томаса Андерса и Дитера Болена, сделанная, согласно примечаниям, D. Zill и M. Vormstein. Британский лейбл RCA издал сингл с отличающимся составом композиций (см. ниже) и обложкой чёрно-зелёного цвета, на которой посередине содержалось фото Андерса и Болена. Французское издание (лейблы WEA, WEA Filipacchi Music) также имело на обложке фото исполнителей, с неуказанным фотографом.

## Список композиций
7", Европа, Hansa 108 239, 1986
1. «Radio Version» — 3:49
2. «Instrumental» — 3:59

12", Европа, Hansa 608 239, 1986
1. «Extended Version» — 5:23
2. «Instrumental» — 3:59

7", Великобритания, RCA PB 40969, 1986
1. «Atlantis Is Calling (S.O.S. For Love)» — 5:23
2. «You're My Heart, You're My Soul» — 5:36

12", Великобритания, RCA PB 40970, 1986
1. «Atlantis Is Calling (S.O.S. For Love)» (Extended Version) — 5:23
2. «You’re My Heart, You’re My Soul» (Extended Version) — 5:36
3. «With A Little Love» (Long Version) — 5:17

Компакт-диск, Германия, Hansa 74321 88816 2/5, октябрь 2001
1. «Extended Version» — 5:23
2. «Instrumental» — 3:59

## Промоушн
На песню был снят видеоклип, действие которого происходит в павильоне, где Дитер Болен и Томас Андерс поют песню на фоне огромного старинного зеркала, большой люстры, горящих вокзальных часов, горящего радиоприёмника, античных колонн и т. п. Дитер Болен бросает горящее письмо в почтовый ящик, подразумевая под этим, очевидно, что SOS любви не будет услышан. Видео-версия песни гораздо короче радио-версии, и не включает в себя соло на электрогитаре.
Личные отношения участников дуэта уже в тот момент были довольно натянутыми, однако группа очень активно участвовала в промоушене этого сингла, включая бесчисленные теле-выступления на всевозможных передачах и промоакциях. Результатом этой работы стал огромный заслуженный успех песни: сразу после выхода в свет песня попала на 2 место немецких чартов, а через 2 недели заняла 1 место, где продержалась 4 недели, уступив лидерство другой песне, написанной Дитером Боленом — «Midnight Lady» Криса Нормана. Песня «Atlantis Is Calling» до сих пор очень популярна и любима, что подтверждает её многолетнее присутствие в эфире радиостанций. Также сингл достиг отличных результатов в чартах большинства европейских стран. Сингл был выпущен в Греции, Испании, Дании, Франции, Италии, Канаде, Японии, Великобритании и других.

## Кавер-версии
Композиция Atlantis is Calling была перепета немецкой группой Saragossa Band в стиле рок-диско (1986, альбом Das Super Za Za Zabadak), известным немецким певцом Нино Де Анджело (1992), немецкой группой Wildecker Herzbuben (2001). Также песня исполнялась Billy Shane, польским исполнителем Dass (под названием пол. Naucz mnie regul), популярным в 80-х певцом в стиле итало-диско Ken Laszlo, Non Stop Italo Dance, Terra Alpha (под названием нем. Atlantis taucht unter, в составе mp3-сборника Mini Stars). Оркестровые версии песни за авторством Cliff Carpenter Orchestra, Secret Rasputin Orchestra и Hugo Strasser были выпущены на трибьют-CD Dieter Bohlen Played By Orchestra в 1991 году лейблом Rogot (Германия, Берн).
Советский и российский певец, диск-жокей и шоумэн Сергей Минаев, используя инструментальную партию оригинала, записал русскоязычную кавер-версию «Я слышу твой голос» для магнитоальбома Коллаж. Украинская группа «Нэнси» также исполнила кавер-версию на русском языке — «Дрянная девчонка», опубликована в составе 13 альбома «Ива» (2001).

## Новые издания и повторные публикации
В 1998 году воссоединившаяся группа Modern Talking выпустила, в числе других, новую версию этой песни на альбоме Back For Good, под названием «Atlantis Is Calling» (New Version). Также несколько строчек и припев из этой песни прозвучали в попурри «No.1 Hit Medley» (альбом Back For Good, 1998) и «Space Mix» (feat. Eric Singleton) (альбом Alone, 1999). Эта композиция также включена в последний альбом-сборник The Final Album (2003). Композиция неоднократно включалась в сборники хитов Modern Talking. В 2019 году песня была издана с вокалом Дитера Болена и вошла в его новый альбом «Das MEGA Album!», включающий хиты Modern Talking, Blue System, DSDS и других проектов Болена.

## Чарты
| Чарты (1986)                                 | Место в чарте | Неделей в чарте |
| -------------------------------------------- | ------------- | --------------- |
| Германия (Media Control AG)                  | 1             | 14              |
| Швеция (Sverigetopplistan)                   | 3             | 3               |
| Норвегия (VG-lista)                          | 8             | 3               |
| Швейцария (Schweizer Hitparade)              | 3             | 10              |
| Австрия (Ö3 Austria Top 75)                  | 2             | 14              |
| Франция (SNAP)                               | 21            | 10              |
| Голландия (Dutch Top 40)                     | 6             | 10              |
| Бельгия (VRT Top 30 Flanders)                | 4             | 11              |
| Италия (Musica e Dischi)                     | 13            |                 |
| Великобритания (The Official Charts Company) | 55            | 4               |